# Товар, Карлос
Ка́рлос Това́р Вене́гас (исп. Carlos Tovar Venegas; 2 апреля 1914 — 15 июня 2006, Чанкай, Северный Чико, регион Лима) — перуанский футболист, левый фланговый полузащитник, а позже, в связи с изменением тактических схем в футболе — фланговый защитник (латераль). Победитель чемпионата Южной Америки 1939 года, участник Олимпийского футбольного турнира 1936 года. Всю свою клубную карьеру провёл в составе «Университарио».

## Биография
Карлос Товар начинал играть в футбол в командах Уарала, затем выступал за «Колледж Лима Сан-Карлос», но на взрослом уровне дебютировал в 1932 году в составе «Университарио», в котором и выступал всю оставшуюся карьеру до 1943 года. За это время он трижды становился чемпионом Перу. С 1935 по 1939 год выступал за сборную.
В 1935 году Карлос помог сборной Перу занять третье место на чемпионате Южной Америки. Он сыграл в двух из трёх матчей перуанцев, в том числе против сборной Парагвая (1:0).
На следующий год Товар отправился в составе сборной Перу в Германию на летние Олимпийские игры. Перуанская команда была единственным представителем Южной Америки на турнире и выступала очень зрелищно. После победы в первом раунде над сборной Финляндии (7:3), перуанцы встретились в 1/4 финала с австрийской «вундертим». Австрийцы, полуфиналисты чемпионата мира 1934 года, после первого тайма выигрывали 2:0, но перуанцы счёт сравняли, а в добавленное время забили ещё 2 гола. На последней минуте овертайма, когда было очевидно, что Австрия не сможет одержать победу, на поле выбежали перуанские болельщики. Австрия подала протест и ФИФА приняла чудовищное по своей несправедливости решение — переиграть матч. Перуанская делегация в знак протеста покинула турнир, а австрийцы, обыграв в полуфинале относительно скромную сборную Польши, выиграли серебряные медали турнира. Товар сыграл оба матча на турнире.
В 1937 году Карлос участвовал в чемпионате Южной Америки, который сложился для Перу крайне неудачно — последнее, шестое место. В 1939 году Карлос Товар стал чемпионом Южной Америки. Он сыграл без замен все 4 матча на домашнем первенстве, которое стало для Карлоса последним турниром в сборной.
Карлос Товар умер 15 июня 2006 года, в возрасте 92 лет.

## Достижения
- Чемпион Перу (2): 1935, 1937
- Чемпион Южной Америки: 1939